# Avainsaari (ö i Södra Karelen, Villmanstrand, lat 60,97, long 27,25)
Avainsaari är en ö i Finland. Den ligger i vattendraget Lakanvirta och i kommunen Luumäki i den ekonomiska regionen  Villmanstrands ekonomiska region  och landskapet Södra Karelen, i den södra delen av landet, 150 km nordost om huvudstaden Helsingfors. Öns area är 0,4 hektar och dess största längd är 110 meter i öst-västlig riktning.